# Little by Little (Rolling Stones)
Little by Little is een nummer dat in 1964 geschreven is door Nanker Phelge in samenwerking met Phil Spector. Nanker Phelge was een pseudoniem voor de popgroep The Rolling Stones als collectief. Het nummer werd op 4 februari 1964 opgenomen door The Rolling Stones en kwam op 21 februari uit in het Verenigd Koninkrijk, als achterkant van de single Not Fade Away.

## De opname
Het nummer is opgenomen op 4 februari 1964 in de Regent Sound Studios in Londen. Bill Wyman vertelt in zijn boek Stone Alone dat er onverwachte gasten opdoken tijdens de opnamesessie: Phil Spector, Graham Nash en Allan Clarke van The Hollies, en Gene Pitney. Pitney was even in Londen voor een tussenstop onderweg van Parijs naar de VS en had belastingvrije cognac van het vliegveld bij zich. Omdat hij jarig was, trakteerde hij. Daardoor werd het een heel vrolijke en productieve sessie.
Gene Pitney vertelde ooit dat de vier ‘onverwachte’ bezoekers niet toevallig langskwamen. De Stones hadden ruzie en producer Andrew Oldham, die de opnamesessie al in het water zag vallen, belde een paar kennissen om de zaak te komen redden. Dat Pitney niet jarig was op 4, maar op 17 februari, maakt dit verhaal geloofwaardig.
Het nummer was geïnspireerd door Shame, Shame, Shame van Jimmy Reed en ter plekke geschreven door Phil Spector en Mick Jagger. De bezetting was:
- Mick Jagger, zang, mondharmonica
- Keith Richards, sologitaar
- Brian Jones, slaggitaar
- Bill Wyman, basgitaar
- Charlie Watts, drums
- Gene Pitney, piano
- Phil Spector en Ian Stewart, maraca's
- Allan Clarke en Graham Nash, achtergrondzang

Tijdens dezelfde opnamesessie zijn nog vier nummers opgenomen:
- Can I Get a Witness, een nummer uit 1963 van het trio Holland-Dozier-Holland. Het was eerder een bescheiden hit voor  Marvin Gaye.
- Now I've Got a Witness (Like Uncle Phil and Uncle Gene), een instrumentaal nummer met Gene Pitney op piano, Ian Stewart op elektronisch orgel en Phil Spector op maracas. Het is het resultaat van een jamsessie tijdens de opnamen en staat op naam van Nanker Phelge. Uncle Phil en Uncle Gene zijn natuurlijk Phil Spector en Gene Pitney.
- And Mr. Spector And Mr. Pitney Came Too, ook een instrumentaal nummer, op dezelfde wijze tot stand gekomen, nu met Gene Pitney en Ian Stewart op piano vierhandig.
- Andrew’s Blues, een obsceen liedje over het privéleven van Andrew Oldham, ook ter plaatse verzonnen.

De eerste twee nummers staan op The Rolling Stones, het Britse debuutalbum van de groep, en ook op England’s Newest Hitmakers: The Rolling Stones, de Amerikaanse versie daarvan. De andere twee nummers zijn nooit officieel uitgebracht, maar circuleren wel als bootleg.

## Na de opname
Little by Little werd in het Verenigd Koninkrijk de achterkant van Not Fade Away, en ook in een aantal andere landen, waaronder Nederland. De single bracht het tot de derde plaats in de UK Singles Chart. In de Verenigde Staten is Not Fade Away ook uitgebracht, maar nu met I Wanna Be Your Man als achterkant. Dat nummer was in de VS niet eerder uitgebracht.
Little by Little staat ook op de lp’s The Rolling Stones en England’s Newest Hitmakers: The Rolling Stones.
Het is ook een van de nummers op de Singles Collection: The London Years.